# Sottosegretario di Stato per l'India
Quello che segue è un elenco dei Sottosegretari di Stato per l'India durante il governo britannico tra il 1866 ed il 1948 e per Burma dal 1858 al 1948.
The Parliamentary Under-Secretary of State was a ministerial position  and the Permanent Under-Secretary of State was a civil service positions.

## Sottosegretari di Stato per l'India, 1858-1937
| Nome                                                              | Inizio dell'incarico | Fine dell'incarico |
| ----------------------------------------------------------------- | -------------------- | ------------------ |
| Henry Baillie                                                     | 1858                 | 1859               |
| Thomas Baring, I conte di Northbrook                              | 1859                 | 1861               |
| George Robinson, I marchese di Ripon                              | 1861                 | 1861               |
| Thomas Baring, I conte di Northbrook                              | 1861                 | 1864               |
| John Wodehouse, I conte di Kimberley                              | 1864                 | 1864               |
| Frederick Hamilton-Temple-Blackwood, I marchese di Dufferin e Ava | 1864                 | 1866               |
| James Stansfeld                                                   | 1866                 | 1866               |
| Sir James Fergusson, VI baronetto                                 | 1866                 | 1867               |
| Charles Hepburn-Stuart-Forbes-Trefusis, XX barone Clinton         | 1867                 | 1868               |
| M. E. Grant Duff                                                  | 1868                 | 1874               |
| Lord George Hamilton                                              | 1874                 | 1878               |
| Hon. Edward Stanhope                                              | 1878                 | 1880               |
| Henry Petty-FitzMaurice, V marchese di Lansdowne                  | 1880                 | 1880               |
| George Byng, III conte di Strafford                               | 1880                 | 1883               |
| John Kynaston Cross                                               | 1883                 | 1885               |
| George Harris, IV barone Harris                                   | 1885                 | 1886               |
| Ughtred Kay-Shuttleworth, I barone Shuttleworth                   | 1886                 | 1886               |
| Stafford Howard                                                   | 1886                 | 1886               |
| Sir John Eldon Gorst                                              | 1886                 | 1891               |
| George Curzon, I marchese Curzon di Kedleston                     | 1891                 | 1892               |
| George W. E. Russell                                              | 1892                 | 1894               |
| Donald Mackay, XI Lord Reay                                       | 1894                 | 1895               |
| William Onslow, IV conte di Onslow                                | 1895                 | 1900               |
| Albert Yorke, VI conte di Hardwicke                               | 1900                 | 1902               |
| Henry Percy, conte Percy                                          | 1902                 | 1904               |
| Vacante                                                           | 1904                 | 1904               |
| Thomas Thynne, V marchese di Bath                                 | 1904                 | 1905               |
| John Ellis                                                        | 1905                 | 1907               |
| Sir Charles Hobhouse, IV baronetto                                | 1907                 | 1908               |
| Thomas Buchanan                                                   | 1908                 | 1909               |
| Alexander Murray, I barone Murray di Elibank                      | 1909                 | 1910               |
| Hon. Edwin Samuel Montagu                                         | 1910                 | 1914               |
| Charles Henry Roberts                                             | 1914                 | 1915               |
| John Poynder Dickson, I barone Islington                          | 1915                 | 1919               |
| Satyendra Prasanno Sinha, I barone Sinha                          | 1919                 | 1920               |
| Victor Bulwer-Lytton, II conte di Lytton                          | 1920                 | 1922               |
| Edward Turnour, VI conte Winterton                                | 1922                 | 1924               |
| Robert Richards                                                   | 1924                 | 1924               |
| Edward Turnour, VI conte Winterton                                | 1924                 | 1929               |
| Drummond Shiels                                                   | 1929                 | 1929               |
| Frank Russell, II conte Russell                                   | 1929                 | 1931               |
| Harry Snell, I barone Snell                                       | 1931                 | 1931               |
| Vacante                                                           | 1931                 | 1931               |
| Philip Kerr, XI marchese di Lothian                               | 1931                 | 1932               |
| R. A. Butler                                                      | 1932                 | 1937               |

## Sottosegretario di Stato per l'India e Burma, 1937-1948
| Nome                                      | Inizio incarico | Fine incarico |
| ----------------------------------------- | --------------- | ------------- |
| Edward Stanley, Lord Stanley              | 1937            | 1938          |
| Anthony Muirhead                          | 1938            | 1939          |
| Hon. Hugh O'Neill                         | 1939            | 1940          |
| Edward Cavendish, X duca di Devonshire    | 1940            | 1943          |
| Geoffrey FitzClarence, V conte di Munster | 1943            | 1944          |
| William Hare, V conte di Listowel         | 1944            | 1945          |
| Lawrence Lumley, XI conte di Scarbrough   | 1945            | 1945          |
| Arthur Henderson                          | 1945            | 1947          |

## Sottosegretario di Stato permanente per l'India, 1858-1937
| Nome                     | Inizio incarico | Fine incarico |
| ------------------------ | --------------- | ------------- |
| Sir George Russell Clerk | 1858            | 1860          |
| Herman Merivale          | 1860            | 1874          |
| Sir Louis Mallet         | 1874            | 1883          |
| Sir Arthur Godley        | 1883            | 1909          |
| Sir Richmond Ritchie     | 1909            | 1912          |
| Sir Thomas Holderness    | 1912            | 1920          |
| Sir William Duke         | 1920            | 1924          |
| Sir Arthur Hirtzel       | 1924            | 1930          |
| Sir Findlater Stewart    | 1930            | 1937          |

## Sottosegretario di Stato permanente per l'India e Burma, 1937-1948
| Nome                  | Inizio incarico | Fine incarico |
| --------------------- | --------------- | ------------- |
| Sir Findlater Stewart | 1937            | 1941          |
| Sir David Monteath    | 1941            | 1948          |